# 부자이
부자이(布寨, 혹은 卜齋, 卜寨, ᠪᡠᠵᠠᡳ Bujai, ?-1593)는 여허나라씨(葉赫那拉氏)로, 여허(Yehe, 葉赫) 서성버일러(西城貝勒)이다. 칭기야누(Cinggiyanu, 淸佳砮)의 아들이다.

## 생애
만력(萬曆) 12년(1584), 여허버일러(葉赫貝勒) 칭기야누와 양기누(Yangginu, 楊吉砮)가 이성량(李成梁)에게 살해된 이후, 두 사람의 아들 부자이와 나림불루(Narimbulu, 納林布祿)가 즉위하였다. 이들은 부락 세력을 집결시키고 하다(哈達)에게 보복할 계획을 세웠다. 나림불루믄 몽골의 이아등(以兒鄧)과 연합하여 위원보(威遠堡)를 공격하였고, 황홀태(恍惚太)와 연합하여서는 하다부의 하다나라 다이샨(Daišan, 歹商)을 공격하여 무찔렀다. 마침 하다에서는 왕위 쟁탈전이 벌어지고 있었다. 부자이와 나림불루는 기회를 이용하여 하다를 침략하였고, 왕타이(王台)의 아들 캉구루(康古魯)를 붙잡았으며, 명(明)에게는 칙서(敕書)를 요구하였다.
만력 16년(1588) 음2월, 요동순무(遼東巡撫) 고양겸(顧養謙)은 이성량에게 군대를 이끌고 여허 정벌에 나서도록 하였다. 명군이 임박하자 부자이는 서성을 버리고 나림불루에게 의지하러 가는 도중 명군과 만나 교전을 벌였다. 이에 따라 여허 군대는 동성(東城)으로 철수하였다. 여허성은 매우 견고하여 명군이 2일을 공격하였으나 함락시키지 못하였다. 이에 이성량은 거대한 포를 동원하여 성을 공격하였고, 결국 틈새를 만들었다. 명군은 수레를 운제(雲梯)에 싣고 운제를 곧추 세운 뒤, 거포를 운제 위에 두어 여허성 고도와 같게 하여 포를 쏘았다. 부자이와 나림불루는 매우 두려워하여 성을 나와 투항하였고, 조공 허가 칙서를 독점하는 것을 포기하고, 하다와 함께 칙서를 나눠 가지고 명에 입공하기를 청하였다. 이성량은 곧바로 철군하였고 명은 이성량에게 칙서 499도(道)를 주었다.
만력 19년(1591), 건주여진(建州女眞)이 토지를 요구하였으나 실패하자, 만력 21년(1593), 해서여진(海西女眞) 훌룬 구룬(Hūlun gurun, 扈倫) 4부(部)인 울라(Ula, 烏拉), 하다, 여허, 호이파(Hoifa, 輝發) 연합군이 건주 후부차채(胡卜察寨)를 공격하여 함락하였다. 같은해 음6월, 훌룬 4부는 몽골 코르친(科爾沁)과 시버(席北, 錫伯)와 괄차(卦爾察) 3부, 골민 샹기얀 알린(長白山) 주셔리(朱舍里)와 너연(Neyen, 訥殷) 2부와 연합하여 군대를 구성, 부자이와 나림불루를 맹주로 하여 건주를 공격하였다.(구러산 전투) 부자이는 여허 군대를 친히 이끌고 허지거성(赫濟格城)을 포위공격하였고, 양측 모두 사상자가 발생하였지만 성은 함락되지 않았다. 누르하치(Nurhaci, 努爾哈赤)는 대장(大將) 어이두(Eidu, 額亦都)를 파견하여 정예기병 수백 명을 이끌고 부자이를 구러산으로 유인하여 성의 포위를 풀었으며, 또한 건주군에게 구러산에서 매복한 후 공격을 대비하게 하였다. 부자이는 계책을 알아차리지 못하고 짐짓 패주하는 어이두 군대를 추격하여 구러산 뒤에 도착하였고 결국 매복 공격에 당하였다. 부자이는 곤목(滾木)에 맞아 말 아래로 떨어졌고, 건주군 사병 오담(吳談)이 부자이를 죽였다. 연합군은 총지휘관이 사망하면서 혼란에 빠졌고, 건주군은 추세를 타고 연합군을 죽여 일거에 9부 연합군을 격파하였다. 이후 여허로 도망간 나림불루는 건주에게 부자이의 시체를 요구하였지만 누르하치는 부자이의 시체를 잘라내고 그 절반만을 돌려주었다.
부자이 사후 아들 부양구(布揚古)가 즉위하였다.

## 가족
- 처 : 성 미상, 아들 불항구(布爾杭古)를 따라 후금(後金)에 투항한 듯, 당시엔 누르하치의 형수로 여겨짐, 천명(天命) 10년(1625), 누르하치가 손윗사람의 예로써 부르항구의 모친(布爾杭古之母) 등 6명을 연회에 초청하였다.[2] 그녀와 부양구의 모친[3]과 동일 인물일 수 있음
- 아들 : 부양구(Buyanggū, 布揚古)
- 아들 : 불항구(布爾杭古), 후금 귀순 후에 어푸(efu, 額駙, 청의 부마)가 됨[2]
- 딸 : 부양구의 친여동생, 다이샨(Daišan, 代善)의 계복진(繼福晉)[3][4]
- 딸 : 부양구의 여동생, 역사상 유명한 북관로녀(北關老女)